# Neolophonotus amplus
Neolophonotus amplus är en tvåvingeart som beskrevs av Jason Gilbert Hayden Londt 1985. Neolophonotus amplus ingår i släktet Neolophonotus och familjen rovflugor.
Artens utbredningsområde är Namibia. Inga underarter finns listade i Catalogue of Life.